# L'Atenaide (Vivaldi)

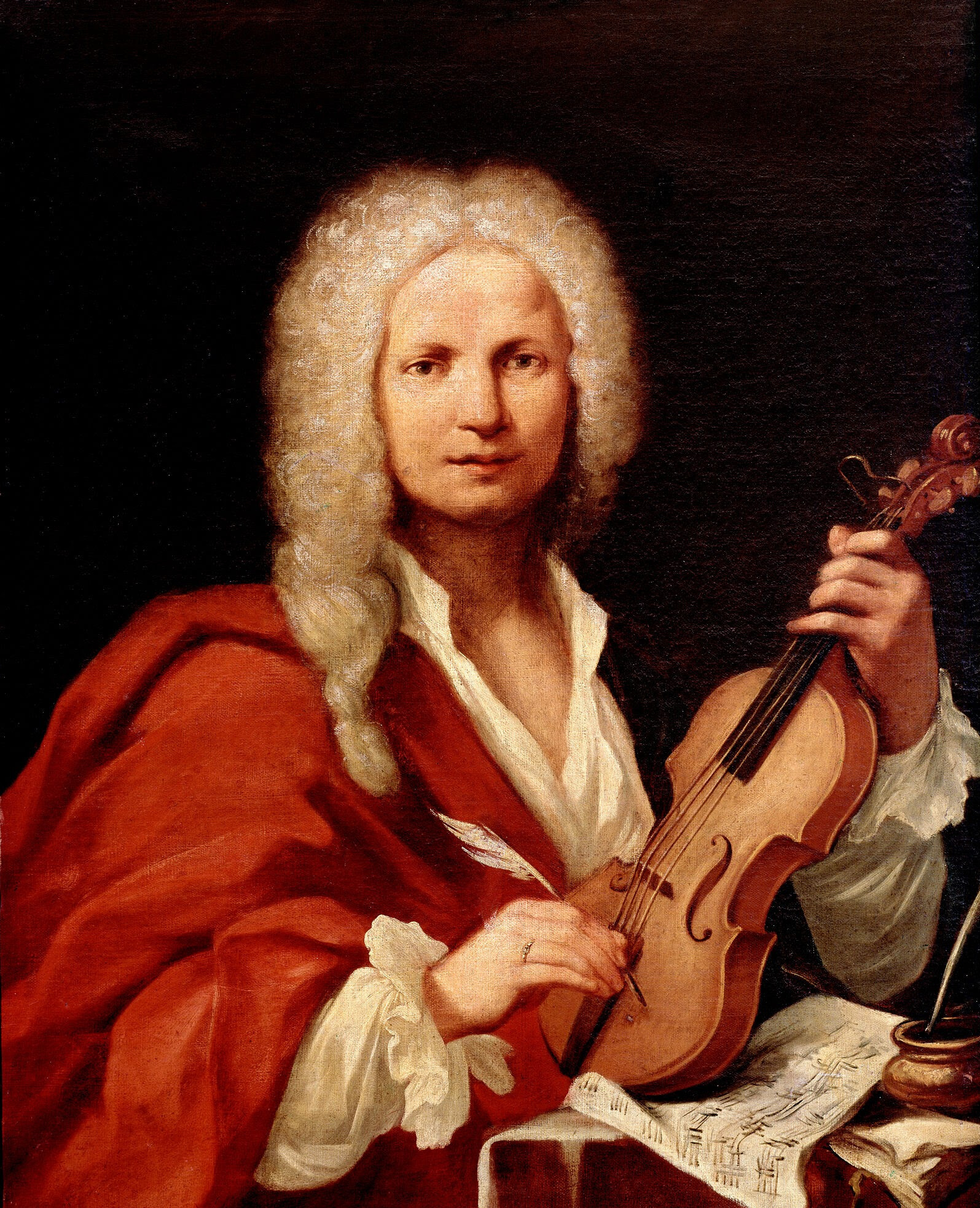
Retrato de um violinista veneziano, usualmente considerado um retrato de Vivaldi.

L'Atenaide (RV 702) é uma ópera em três atos do compositor veneziano Antonio Vivaldi (1678-1741) com libreto de Apostolo Zeno (1669-1750). Sua estreia se deu em 29 de dezembro de 1728 no prestigiado Teatro della Pergola de Florença. A aluna e protegida de Vivaldi, a soprano Anna Girò (1710?-1748?), atuou pela primeira vez em Florença nessa ocasião no papel de Pulquéria.

L'Atenaide foi a terceira ópera composta por Vivaldi para o Teatro della Pergola depois de Scanderbeg (1718) e Ipermestra (1727). Depois do grande sucesso de Ipermestra, o empresário do teatro, Luca Casimiro degli Albizzi (1644-1745), ávido por recompor as finanças da casa, insistiu muito com o compositor para que compusesse outra ópera para o La Pergola, tendo endereçado a Vivaldi mais de cinquenta cartas.

A obra foi muito bem-sucedida e contou com grande variedade de árias, algumas tomadas de empréstimo a obras anteriores do autor como Dorilla in Tempe (RV 709), Farnace (RV 711) e Orlando Furioso (RV 728). Esta última havia estreado no tetro Sant'Angello de Veneza em dezembro de 1727. A prática de reutilização de árias de obras anteriores, tanto do próprio autor quanto de outros, era comum na época.

Depois do longo esquecimento, fato típico no que se refere às óperas do período barroco, a obra de Vivaldi voltou a ser gravada em CD pela Naïve em 2007, tendo a soprano Sandrine Piau no papel-título e a mezzo-soprano Vivica Genaux no papel de Teodósio. Essa gravação utiliza a partitura e o libreto conservados na biblioteca de Turim referentes a uma reedição da obra datada de 1730 (RV 702B), possivelmente para uma apresentação em Dresden ou Viena. A partitura original se perdeu.

## Personagens e intérpretes originais
| Personagens                         | Tipo vocal       | Estreia, 1728 (Intérpretes originais ) |
| ----------------------------------- | ---------------- | -------------------------------------- |
| Atenaide, jovem nobre de Atenas     | Contralto        | Maria Giustina Turcotti                |
| Leontino, pai de Atenaide           | Tenor            | Gaetano Valetta                        |
| Teodósio, imperador bizantino       | Soprano Castrato | Gaetano Valetta                        |
| Pulquéria, irmã de Teodósio         | Soprano          | Anna Giró                              |
| Varene, príncipe-herdeiro da Pérsia | Contralto        | Elisabetta Moro                        |
| Marziano, general de Teodósio       | Contralto        | Anna Maria Faini                       |
| Probo, prefeito do pretório         | Tenor            | Gaetano Baroni                         |

## Sinopse
A trama se passa na corte de Bizâncio, no período romano. Atenaide, assediada em Atenas por Varene, foge para Bizâncio sob o nome de Eudóxia com seu pai Leontino e pede refúgio na corte junto ao imperador Teodósio, com quem está prestes a se casar. A irmã do imperador, Pulquéria, se torna amiga de Atenaide e aprova sua união com Teodósio.
Na véspera do casamento, Varene, herdeiro do trono da Pérsia, chega a Bizâncio à procura de sua amada, que conheceu sob o nome de Atenaide. Teodósio, grato ao pai de Varene, vê em sua chegada uma oportunidade de estreitar os laços entre as duas famílias casando-o com sua irmã, Pulquéria. Esta, porém, está apaixonada pelo general bizantino Marziano. Para que Marziano não atrapalhe seus planos, Teodósio o envia em missão contra os búlgaros. Marziano declara seu amor a Pulquéria, mas a aconselha a não contrariar Teodósio e a casar-se com Varene. Ao mesmo tempo, Probo, funcionário da corte de Teodósio, também se declara a Pulquéria, mas é rejeitado por ela. Ele afirma, então, que se ele não pode ter Pulquéria, ela também não será de Marziano e o melhor seria mesmo casar-se com Varene.
Teodósio recebe Varene com grande entusiasmo e muitos presentes. Mas, ao apresentá-lo orgulhosamente para Eudóxia/Atenaide, percebe que os dois já se conhecem e fica extremamente frustrado ao tomar conhecimento de se envolvimento amoroso anterior. O imperador, no entanto, procura controlar-se e sugere que Eudóxia será a única a decidir, devendo enviar uma jóia a seu escolhido. Ela não demonstra ter dúvidas, afirmando que Teodósio é o verdadeiro merecedor de seu amor. Ela, então, entrega um anel a Probo para que ele a dê a seu senhor. Mas Probo, vendo uma chance de atingir seu objetivo amoroso, entrega o anel a Varene, sugerindo, porém, que este sequestre Eudóxia, pois o imperador poderia mudar de ideia.
Acreditando que Eudóxia escolheu seu rival, Teodósio a expulsa de Bizâncio sem explicações, deixando-a atônita. Sendo igualmente rejeitada por sua amiga Pulquéria, Eudóxia decide deixar Bizâncio em companhia de seu pai. Mas, antes de conseguir embarcar, Eudóxia encontra Varene que decida sequestrá-la no mesmo instante.
Leontino grita por socorro e a trama de Probo vai se revelando pouco a pouco. Marziano, que não havia deixado Bizâncio, incapaz de separar-se de sua amada Pulquéria, corre em socorro de Eudóxia, salva-a das mãos de Varene e a leva de volta a Teodósio, esclarecendo os fatos e revelando os planos de Probo.